# Васильев, Алексей Тихонович
Алексей Тихонович Васильев (21 марта 1869—1930) — русский полицейский администратор, директор Департамента полиции.

## Биография
Родился 21 марта 1869 года в семье чиновника.
Окончил юридический факультет Киевского университета. С 1891 года служил по судебному ведомству: с 1901 года товарищ прокурора Киевского, а с 1904 года — Петербургского окружного суда.
С 1906 года — чиновник особых поручений при Департаменте полиции, заведующий Особым отделом Департамента полиции. С 1909 года — вновь товарищ прокурора Петербургского окружного суда; с 1913 года — чиновник особых поручений при министре внутренних дел, и. о. вице-директора Департамента полиции; действительный статский советник.
С 8 ноября 1915 года был женат на дворянке Анне Алексеевне Устиновой. В это же время был назначен сверх штата членом Совета Главного управления по делам печати.
С 28 октября 1916 года по 28 февраля 1917 года — директор Департамента полиции.
С 17 декабря 1916 года и до дня ареста вёл расследование убийства Григория Распутина.
Во время Февральской революции был арестован, доставлен в Министерский павильон Таврического дворца. С 4 марта 1917 года по сентябрь 1917 года содержался в Петропавловской крепости, затем в тюрьме «Кресты». Допрашивался Чрезвычайной следственной комиссией.
После Октябрьской революции — на Украине, затем в эмиграции. Скончался в 1930 году во Франции.